# Olivier Bettati
Pour les articles homonymes, voir Bettati.
Olivier Bettati, né le 20 juin 1969, est un homme politique français.
D'abord engagé au Rassemblement pour la République (RPR), il est conseiller municipal et conseiller général à Nice à partir de 1994. Rival de Christian Estrosi, il est son adjoint à la mairie de Nice jusqu'en 2013 et présente sa propre liste lors de l'élection municipale de 2014.
Il se rapproche ensuite de Marion Maréchal, dont il dirige la liste dans les Alpes-Maritimes pour les élections régionales de 2015. Il est vice-président du groupe Front national (FN) au conseil régional de Provence-Alpes-Côte d'Azur de 2015 à 2017.
Il rejoint en 2017 le Centre national des indépendants et paysans (CNIP), dont il devient vice-président. Il conduit une liste aux élections municipales de 2020 à Menton — avec le soutien du Rassemblement national et du CNIP — qui est devancée au second tour par celle du maire sortant Les Républicains.
Il se rapproche depuis de Christian Estrosi, dont il devient conseiller spécial en 2023.

## Biographie

### Famille et profession
Du côté paternel, ses grands-parents sont des Italiens de la région de Parme, émigrés en Argentine puis revenus sur la Côte d'Azur ; du côté maternel, sa grand-mère est résistante et son grand-père un militaire britannique. Ses parents sont commerçants à Nice. Il grandit dans une famille gaulliste.
Il est marié à Alexandra Masson, avocate, membre du RPR, de l'UMP puis du Rassemblement national (RN), tête de liste du RN dans les Alpes-Maritimes lors des élections régionales de 2021 en Provence-Alpes-Côte d'Azur et élue députée en 2022,, avec qui il a deux filles. Il est ainsi le gendre d'Hélène Masson-Maret. Olivier Bettati et Alexandra Masson finissent par divorcer.
Après avoir travaillé dans une société d'ingénierie, il devient entrepreneur viticole à la fin des années 2000,.

### Parcours politique

#### Au RPR puis à l'UMP
Encore lycéen, il se porte pour la première fois candidat lors de l'élection municipale de 1989 à Nice, placé en position inéligible sur la liste du maire Jacques Médecin. En 1994, il est élu conseiller municipal et conseiller général dans le canton de Nice-8, à l'occasion d'une élection partielle organisée après le décès de Richard Giamarchi, jeune élu RPR ; il affronte notamment Christian Estrosi, prédécesseur de Giamarchi sur ce même canton, qui est battu au premier tour, ce qui fait d'Olivier Bettati le seul élu à avoir écarté Christian Estrosi dans un scrutin uninominal. Il devient adjoint au maire de Nice en 1998.
Il indique avoir « toujours apprécié l’orientation sociale de la politique du général de Gaulle » ainsi que « la disponibilité et l’esprit d’ouverture du président Chirac » lorsqu'il s'est engagé en politique. Au sein du RPR, il appartient à la mouvance de Charles Pasqua. Lors de la campagne présidentielle de 1995, il soutient Jacques Chirac alors que Christian Estrosi soutient Édouard Balladur.
Rival de Christian Estrosi à la mairie de Nice et proche de Michèle Tabarot, il se rapproche de Jean-François Copé après les élections nationales de 2012 et joue un rôle de premier plan dans sa campagne pour le congrès de l'UMP de 2012 : Libération indique que « c’est en effet l’annulation des résultats du bureau de vote niçois, dont il assurait la coprésidence, qui avait permis d’inverser le résultat à l’avantage du maire de Meaux »,.
Le 15 novembre 2013, il démissionne de son poste d'adjoint au maire de Nice et quitte la majorité municipale. Il explique que la délibération proposée au conseil municipal donnant à Christian Estrosi le droit d'ester en justice contre ceux qui « divulgueraient de fausses informations sur les finances et la dette de la municipalité » est l'élément qui a déclenché sa démission. Il évoque également « une ambiance détestable et délétère que fait régner le maire sortant dans ce qui aurait dû être "sa famille", celle des agents de la Ville » ». Dans le même temps, il démissionne de son poste de secrétaire national de l'UMP.
Il est tête de liste lors des élections municipales de 2014 à Nice : il présente une équipe censée « transcender les clivages gauche-droite » qui comprend notamment Benoît Kandel, autre ancien adjoint de Christian Estrosi ; Marc Concas, conseiller municipal divers gauche ; Jean-Christophe Picard, futur président d'Anticor. La liste recueille le soutien de la section départementale du MoDem,. Il obtient 12,6 % des voix. Lors des sénatoriales de la même année, il échoue de deux voix à se faire élire. Libération remarque cependant que « ses alliés à la tête de l’UMP se sont bien gardés de le soutenir ».

#### Auprès de Marion Maréchal-Le Pen (2015-2017)
À l'occasion des élections régionales de 2015 en Provence-Alpes-Côte d'Azur, il est désigné pour diriger la liste de Marion Maréchal-Le Pen dans les Alpes-Maritimes. Il est notamment préféré à Marc-André Domergue, lui aussi ancien militant de l'UMP et conseiller municipal et communautaire à Nice. Certains militants du FN déplorent qu'un membre du parti n'ait pas été désigné. Sur sa liste figurent des personnalités identitaires telles que Philippe Vardon, alors qu'il avait qualifié quelques mois plus tôt de « catastrophe majeure » leur éventuelle entrée au conseil municipal de Nice. Le Monde indique alors qu'il « est devenu indispensable à Marion Maréchal-Le Pen ». Pour Mediapart, « le ralliement d'Olivier Bettati s'inscrit dans la tradition d'une ville — et plus largement, d'un coin de France — où les droites n'ont jamais cessé de se mélanger ».
En février 2016, il indique être « psychologiquement » au FN et Nice-Matin affirme qu'il s'apprête à adhérer au parti, ce qu'il ne fera pas finalement (discutable).
Après le retrait de Marion Maréchal-Le Pen de la vie politique à l'issue de l'élection présidentielle de 2017, il quitte la vice-présidence du groupe FN au conseil régional de PACA. Il se présente lors des législatives dans la quatrième circonscription des Alpes-Maritimes avec le soutien du FN : il est battu au second tour par Alexandra Valetta-Ardisson (LREM) avec 47,26 % des suffrages.

#### Au CNIP (depuis 2017)
En novembre 2017, il rejoint le Centre national des indépendants et paysans (CNIP), dont il devient vice-président : il dément alors toute « rupture » avec le FN, affirme qu'il n'était, lors des régionales de 2015, qu’une « tête de liste divers droite » pour le compte de Marion Maréchal-Le Pen, et exprime sa volonté de travailler à l'union des droites. Il reste membre du groupe FN au conseil régional de PACA mais, selon certaines sources du Monde, « travaillerait à essayer de constituer un groupe indépendant »,,. Il est alors toujours présenté comme un « proche » de Marion Maréchal-Le Pen, dont il dit qu'« elle sera toujours la bienvenue là où [il sera] et elle pourra toujours compter sur [lui] là où elle sera »,.
Il est tête de liste aux élections municipales de 2020 à Menton, avec le soutien du Rassemblement national (RN) et du CNIP. Renaud Muselier (LR), président de la région Provence-Alpes-Côte d'Azur, déclare qu'il s'est « fourvoyé ces dernières années » mais que « s’il est élu maire de Menton, la Région aura à cœur d’accompagner les projets qu’il conduira pour la commune comme [...] pour l’ensemble des communes de la Région Sud » : Nice-Matin évoque un « soutien à demi-mot ». France 3 relève que le titre de son programme, "La préférence mentonnaise au service de l'économie mentonnaise", « utilise un vocable cher au RN ». Il arrive en deuxième position au premier tour avec 29,52 % des voix, derrière la liste de Jean-Claude Guibal, maire sortant LR (45,05 %). Entre les deux tours, la liste d'Olivier Bettati fusionne avec celle de Patrice Novelli, tête de liste UDI : ce dernier se voit alors suspendu par son parti qui apporte son soutien à Jean-Claude Guibal, tandis que le Mouvement démocrate, soutien de Patrice Novelli, dénonce également l'alliance,. La liste d'Olivier Bettati échoue au second tour avec 44,30 % des voix. Il ne siège pas au conseil municipal. Après la mort du maire de Menton Jean-Claude Guibal, le 25 octobre 2021, le vote du conseil municipal pour élire le nouveau maire voit la victoire d'Yves Juhel contre Sandra Paire grâce à un accord avec les membres de la liste d'Olivier Bettati. La démission de Sandra Paire et de ses alliés conduit à une élection municipale partielle.
Lors de la campagne des élections régionales de 2021 en Provence-Alpes-Côte d'Azur, il affirme avoir joué l'intermédiaire entre Éric Ciotti (LR) et Philippe Vardon (FN) en vue des élections législatives de 2017 pour que ce dernier se déporte sur la troisième circonscription des Alpes-Maritimes plutôt que d'affronter Éric Ciotti sur la première. Éric Ciotti dément, accusant Olivier Bettati de négocier avec Renaud Muselier, son « ami personnel », « une place sur sa liste pour les élections régionales ». Dans un entretien, Christian Estrosi se dit ouvert à ce qu'Olivier Bettati figure sur la liste de Renaud Muselier, déclarant : « On ne peut pas condamner à vie des gens qui, à un moment donné, ont pu se tromper – à condition qu’ils fassent amende honorable ». En novembre 2021, Christian Estrosi confie à Olivier Bettati le pilotage de la requalification du bassin Lympia. Il est nommé conseiller spécial de Christian Estrosi en 2023 en vue des élections municipales de 2026 et d'un affrontement avec Éric Ciotti.

## Publications
- Olivier Bettati, Bellet : le vignoble niçois, Verlhac, 2012, 230 p..